# Kurucsai Milán
Kurucsai Milán (Kecskemét, 1979. december 10. –) magyar labdarúgó, középpályás. Jelenleg a Tököl KSK játékosa, 2008-ban a Kecskeméti TE adta kölcsön. Tagja a Kecskeméti TE - Cucu FC futsalcsapatnak, mely a 2007/2008-as szezonban kiharcolta az élvonalba kerülést.

## Külső hivatkozások
- adatlap